# Cura (software)
Cura è un software open-source per la stampa 3D. È stato creato da David Braam, successivamente assunto da Ultimaker, azienda produttrice di stampanti 3D, per proseguire lo sviluppo del software. Cura è disponibile in licenza LGPLv3. Cura è stato inizialmente distribuito come software libero, successivamente — il 28 settembre 2017 — la licenza è stata modificata in LGPLv3. Questa modifica ha consentito una maggiore integrazione con applicazioni CAD di terze parti. Il codice sorgente è disponibile su GitHub. Ultimaker Cura è utilizzato da oltre un milione di utenti in tutto il mondo e gestisce circa 1,4 milioni di processi di stampa a settimana. Ultimaker Cura è il software di stampa 3D più utilizzato per la stampa 3D, ma può essere usato anche per gestire altre tipologie di stampanti.

## Specifiche tecniche

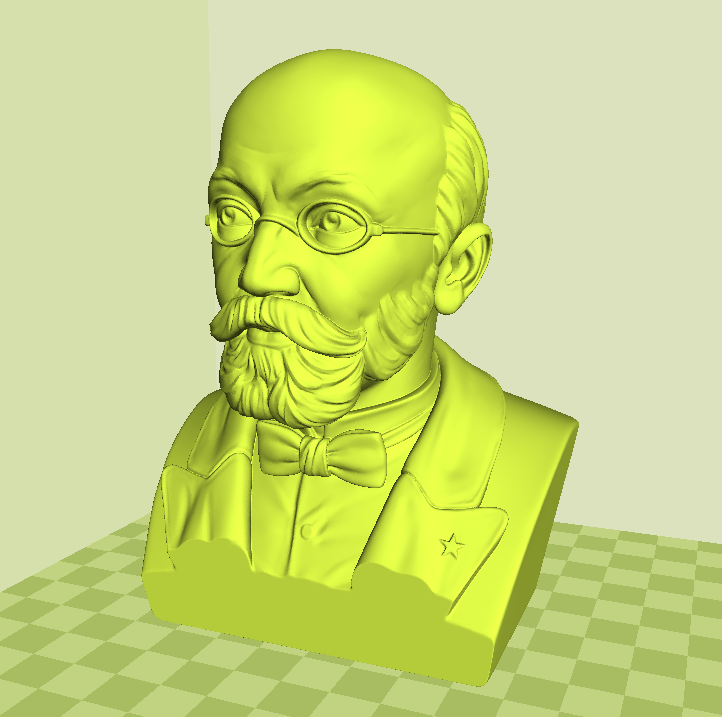
Visualizzazione di un file STL creato con Ultimaker Cura

Ultimaker Cura funziona suddividendo il file del modello disegnato dall'utente in livelli e generando un Codice G specifico per la stampante. Una volta terminato, il codice G viene inviato alla stampante per la realizzazione dell'oggetto fisico.
Il software open-source è compatibile con la maggior parte delle stampanti 3D desktop e può lavorare con file nei formati 3D più comuni come STL, OBJ, X3D, 3MF, nonché con formati di file immagine come BMP, GIF, JPG e PNG.

## Principali versioni del software
- 7 giugno 2016: Ultimaker annuncia la nuova versione di Cura 2.1.2, che sostituisce la precedente versione 15.04.6 (si noti la non sequenzialità nei numeri della versione principale).[1]
- Settembre 2016: la versione 2.3 è stata un importante aggiornamento. Include nuovi profili di stampa, funzionalità di taglio e aumento della velocità. Supporta anche la doppia estrusione possibile con il modello Ultimaker 3.[7]
- 17 ottobre 2017: la versione 3.0 aggiorna l'interfaccia utente e consente l'integrazione CAD. Questa è la prima versione con supporto plugin.[8]
- Novembre 2017: esce Cura Connect per consentire agli utenti di controllare, monitorare e configurare un gruppo di stampanti 3D abilitate alla rete da un'unica interfaccia.[9]
- Ottobre 2018: a partire dalla versione 3.5, tutti i file vengono salvati nel formato 3MF per una migliore compatibilità con altri software 3D. Sono stati introdotti i tasti di scelta rapida e una guida ai profili ricercabili.[10]
- Novembre 2018: la versione 3.6 introduce il supporto del profilo materiale per i materiali realizzati da produttori come BASF, DuPont, Clariant e altre aziende consorzio[11] Materials Alliance Program.[12]
- Marzo 2019: la versione 4.0 apporta modifiche significative all'interfaccia utente. A supporto delle funzionalità dei plugin, incorpora un sistema di valutazione basato su feedback per consentire agli utenti di valutare i plugin. È stata aggiunta la funzionalità di backup nel cloud e il supporto per più stampanti di terze parti.[13]
- 21 aprile 2022: l'uscita di Ultimaker Cura 5.0 beta, introduce un motore di sagomatura ricostruito che consente la realizzazione di dettagli molto più precisi, stampe più robuste, profili di stampa più veloci, supporto per i chip Apple M1 e un'interfaccia utente migliorata.[1]
- 17 maggio 2022: l'uscita di Ultimaker Cura 5.0.[1]

## Plugin

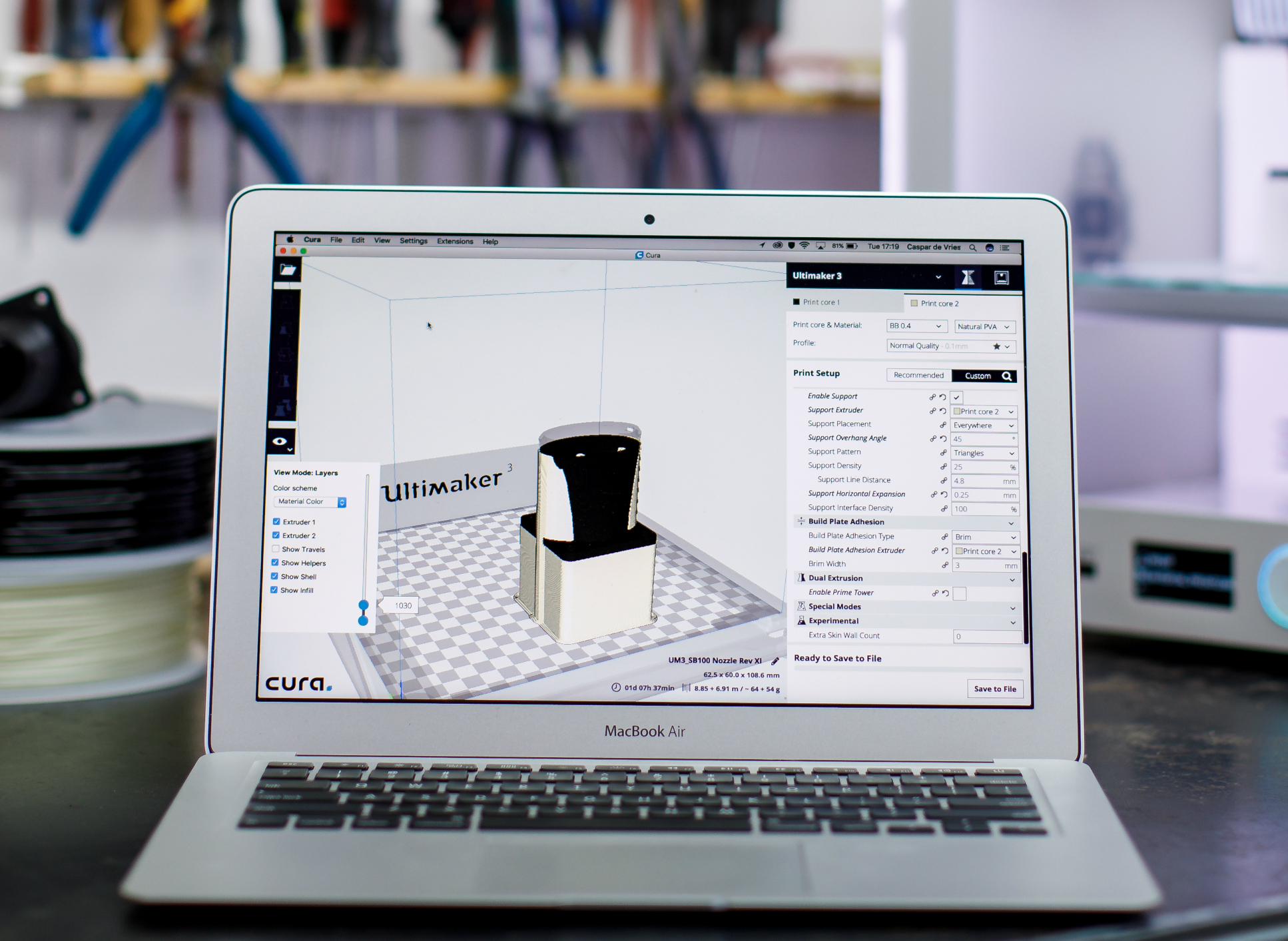
Screenshot di Cura in un computer Apple

La versione 3.0 ha introdotto l'utilizzo dei plug-in. Gli utenti possono sviluppare i propri plugin o utilizzare plugin disponibili in commercio. I plugin semplificano il flusso di lavoro per gli utenti consentendogli di eseguire rapidamente attività come l'apertura di un file da un menu o l'esportazione di un file da un'applicazione. A partire dalla versione 4.0, gli utenti possono valutare i plugin con un sistema di feedback.
Gli attuali plugin includono: SolidWorks, Siemens NX, HP 3D Scanning, MakePrintable, AutoDesk Inventor.